# Эз-Зубара
Эз-Зубара (араб. الزبارة‎) — разрушенный ныне город, руины которого расположены в пустыне на северо-западном побережье Катара, в муниципалитете Эш-Шамаль, на расстоянии примерно 105 км к северо-западу от столицы Катара Дохи. Город был основан купцами из Кувейта в середине XVIII века.
Эз-Зубара некогда был процветающим центром торговли и жемчужного промысла, расположенным на пересечении торговых путей между Ормузским проливом и западной частью Персидского залива. Ныне его руины представляют собой один из самых крупных и хорошо сохранившихся примеров торговых городов Персидского залива XVIII—XIX веков.
Площадь руин города составляет около 400 га (60 га — территория, окружённая городскими стенами). Как археологический памятник Эз-Зубара включает в себя развалины укреплённого города с внутренними стенами более поздней постройки и построенными ранее наружными, гавань, морской канал и Форт Зубара, построенный позже остальных объектов.
В 2013 году Эз-Зубара включён в Список объектов всемирного наследия ЮНЕСКО.